# Le Paradis du fruit
Le Paradis du fruit est une chaîne française de restauration rapide alliant bar à fruit, restaurant et glacier et créée en 1982. 

## Historique
Le Paradis du fruit est créé en 1982 par Claude Louzon et ses frères Gilles et Serge. En 1985, l'entreprise s'ouvre à la franchise autour du slogan « une cuisine naturelle sublimée par des notions de partage, de plaisir et de santé »[source insuffisante].
En 2013, le Paradis du fruit comptait 10 établissements à Paris. En 2018, le chiffre d'affaires du Paradis du fruit est de 50 millions d'euros, avec 12 restaurants au total, dont un réseau de restaurants franchisés. En janvier 2024, le réseau comptait 26 restaurants en France. En octobre 2024, Le Paradis du fruit compte 27 établissements. 
L'enseigne se décline en deux formats : « Prestige » et « Roots »[source insuffisante].